# Большая Хлоповая
Большая Хлоповая — хутор в Морозовском районе Ростовской области.
Входит в состав Широко-Атамановского сельского поселения.

## Население
| 2010 |
| ---- |
| 29   |

## Достопримечательности
На хуторе находится могила старшего политрука Никулина Ивана Михайловича, погибшего 9 января 1943, которая расположена рядом с памятником воинам-односельчанам, погибшим во время Великой Отечественной войны.